# バルバドスの世界遺産
ユネスコの世界遺産リストに登録されているバルバドスの世界遺産は1件あり、文化遺産である。バルバドスはカリブ海、小アンティル諸島の島嶼国家であり、21世紀に入ってから世界遺産条約への参加と、世界遺産リスト登録物件の保有を果たした（本記事のデータはいずれも2013年の第37回世界遺産委員会終了時点）。

## 世界遺産条約
バルバドスの世界遺産条約受諾は2002年4月9日のことである。バルバドスは2007年から2011年に世界遺産委員会の委員国を務めた。

## 文化遺産

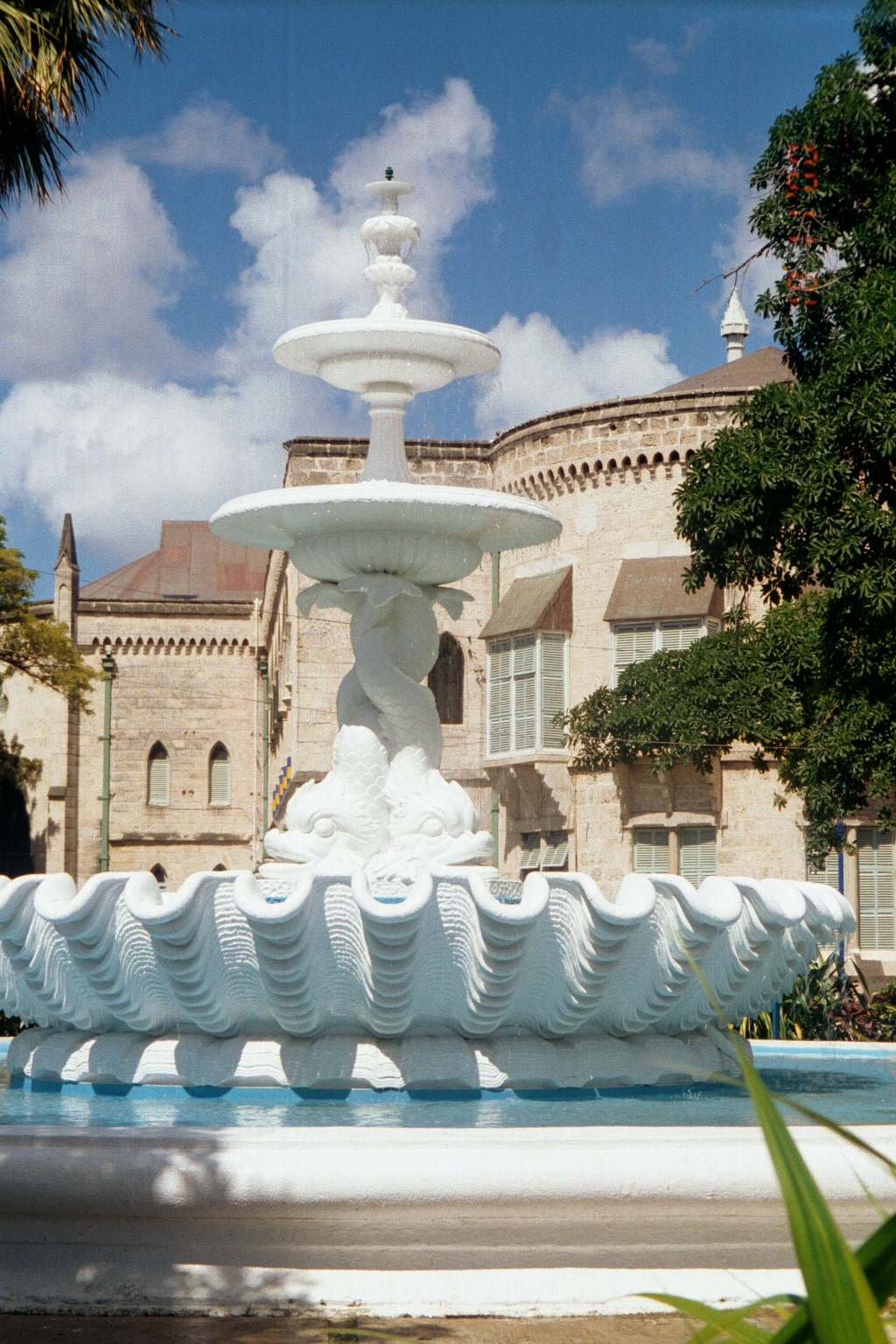
ブリッジタウンの英雄広場

2013年の第37回世界遺産委員会終了時点でのバルバドス唯一の世界遺産は
- ブリッジタウン歴史地区とギャリソン

である。この物件は、蛇のように曲がりくねった英国の古い街路の様式が持ち込まれた植民都市の枠組みが残る旧市街と、18世紀から19世紀にかけての英国のギャリソンのありようを示す防衛施設群が登録されている。

## 暫定リスト記載物件
バルバドスの暫定リストには、2件の物件が記載されている。いずれも記載日は2005年1月18日である。
- バルバドスのスコットランド地方 (The Scotland District of Barbados)
  - 自然遺産候補である。スコットランド地方はバルバドス北東部にあり、ファーリー・ヒル国立公園やバルバドス野生生物保護区などの保護区が設定されている[2]。
- バルバドスの産業遺産 : 製糖物語 (The Industrial Heritage of Barbados: The Story of Sugar)
  - バルバドスは砂糖のプランテーション経営が行われてきた島であり、島にはプランテーションの大農園主が築いた豪邸セント・ニコラス・アビーや、200年以上前のシュガーミルであるモーガン・ルイス風車などが残る[2][3]。

## 参考資料
- “Barbados - UNESCO World Heritage Centre”. 2014年3月1日閲覧。
- 地球の歩き方編集室『地球の歩き方 キューバ&カリブの島々 2013 - 2014年版』ダイヤモンド・ビッグ社、2012年。